# تئودور دبلیو. بروارد جونیور
تئودور واشینگتن بروارد جونیور (.Theodore Washington Brevard Jr) (زادهٔ ۲۶ اوت ۱۸۳۵، تاسکگی، آلاباما - درگذشتهٔ ۲۰ ژوئن ۱۸۸۲، تالاهاسی، فلوریدا) به عنوان افسر ارتش در خدمت به ارتش ایالات مؤتلفه شهرت داشت. در زمان خدمت به ارتش مؤتلفه به درجه سرتیپی رسید. بروارد توسط نیروهای ارتشبد جورج کاستر گرفتار و در جزیره جانسون اسیر گردید. او بعداً در سال ۱۸۸۲ درگذشت.
او پسر قاضی، تئودوروس دبلیو. بروارد، هم اسم با شهرستان بروارد، فلوریدا و کرولین ای. میس بروارد بود. او داماد ریچارد کی. کال، فرماندار منطقه فلوریدا نیز بود. مورخ و مربی، کرولین میس بروارد، دختر او است.

## اوایل زندگی و حرفه سیاسی
تئودور واشینگتن بروارد جونیور در تاسکگی، آلاباما، در ۲۶ اوت ۱۸۳۵ تولد شد، او در دانشگاه ویرجینیا در رشته حقوق تحصیل کرد. در سال ۱۸۵۸ در دادگاه فلوریدا قبول شد و از سال ۱۸۵۸ تا ۱۸۵۹، در مجلس نمایندگان فلوریدا و از سال ۱۸۶۵ تا ۱۸۶۶ در سنای فلوریدا، به نمایندگی از منطقه۱۰هم خدمت کرد.
او در ۱۴ آوریل ۱۸۵۹، با مری کال، دختر ریچارد کیت کال ازدواج کرد. عروسی در گروو برگزار شد، جاییکه محل سکونت خواهرزنش، الین کال لانگ بود.
او در ژوئن ۱۸۶۰، به عنوان آجودان و بازرس کل ایالت فلوریدا منصوب شده و در اوایل جنگ داخلی در سال ۱۸۶۱، از سمتش استعفا داد تا به خدمت فعال داخل شود، او احساس می‌کرد که «جوان‌تر از آن است که بتواند موقعیتی امن و آسان داشته باشد در حالی که دیگران در خطر بودند».

## حرفه نظامی

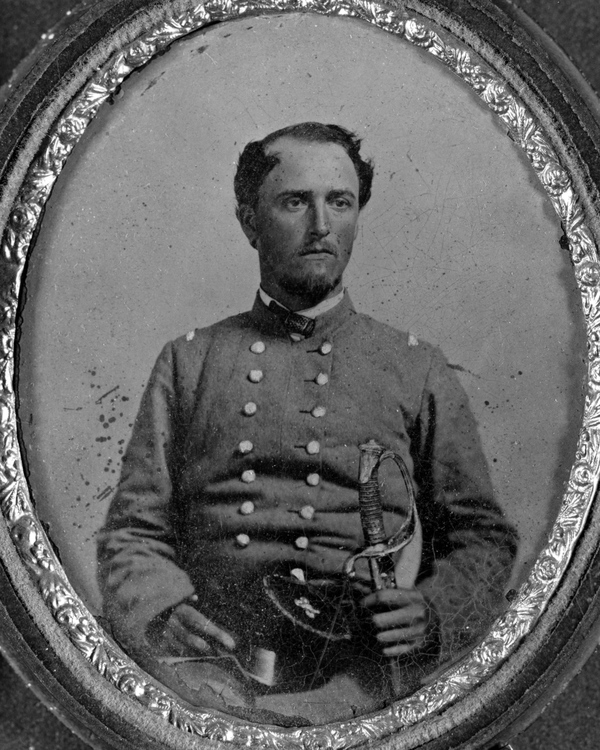
تصویری از دوران خدمت او

بروارد خدمت سربازی خود را به عنوان ستوان یکم به فرماندهی سروان جان پارکهیل در گروهانی از داوطلبان سواره فلوریدا به نام «داوطلبان لئون» آغاز کرد. در ژوئیه ۱۸۵۷، گروهی متشکل از سه افسر و ۷۶ سرباز در تالاهاسی جمع شدند و بلافاصله به فورت مایرز نقل مکان کردند و در آنجا به جستجوی سمینول‌ها پرداختند که در اورگلیدز پنهان شده بودند. در ۲۶ نوامبر، سروان پارکهیل گروهی از نیروهای خود را رهبری کرد تا محصولات سیمنول‌ها را در نزدیکی رویال پالم هامک بسوزانند. روز بعد او یک گشت شش نفره را رهبری کرد که در جستجوی ردپای هندی بودند. گشت او در کمین قرار گرفت و او و پنج سرباز کشته شدند. بروارد، ستوان یکم، فرماندهی را بعد از پارکهیل به دست گرفته و به سروانی ارتقا کرد. در ۲۸ ژانویه ۱۸۵۸، این گروهان از خدمت در تالاهاسی خارج شدند و بروارد به سرگرد ارتقا پیدا کرد و به عنوان آجودان ژنرال شبه‌نظامی فلوریدا خدمت نمود.
هنگامی که جان میلتون، فرماندار فلوریدا دومین پیاده‌نظام فلوریدا را که متشکل از ده گروهان بود به‌وجود آورد، سرگرد بروارد به عنوان ژنرال آجودان شبه‌نظامیان خدمت می‌کرد. او استعفا داد و مأموریت درجه سروانی را دریافت کرد و یک گروهان پیاده‌نظام به‌نام داوطلبان لئون، گروهان (د)، فلوریدای دوم در تالاهاسی ایجاد کرد. گروهان او با فلوریدا دوم، در نزدیکی کلیسای بریک، در غرب جکسونویل که اکنون محله‌ای به‌نام لاویلا است با هم ملاقات کردند. آنها در ۱۳ ژوئیه ۱۸۶۱ به خدمت مؤتلفه ملحق شدند و با انتخاب فرمانده خود، سرهنگ جورج تالیافرو وارد، به شهرستان لئون سازماندهی شدند. دو روز بعد، در روز دوشنبه، ۱۵ ژوئیه، هنگ با راه‌آهن به سمت ریچموند، ویرجینیا حرکت کرد. آنها بعد از ظهر روز یکشنبه، ۲۱ ژوئیه، همان روزی که نبرد اول ماناساس در صد مایلی شمال صورت گرفت، آنجا رسیدند. هنگ در یک اردوگاه آموزشی در همسایگی ریچموند بود که در آنجا نزدیک به دو ماه آموزش دیدند. در ۱۷ سپتامبر ۱۸۶۱، هنگ ریچموند را به مقصد یورک‌تاون ترک کرد. سروان بروارد با لئون ریفلز در محاصره یورک تاون و نبرد ویلیامزبورگ جنگید.
اندکی پس از ویلیامزبورگ، فلوریدا دوم، انتخابات افسری جدید برگزار کرد و سروان بروارد، فلوریدا دوم را ترک کرد و در تابستان ۱۸۶۲ به فلوریدا بازگشت. بروارد مدت کوتاهی در صدور گواهی‌نامه و جمع‌آوری یگان‌ها خدمت کرد تا اینکه به درجه سرگرد منصوب شد و یک گردان سواره نظام به نام تکاوران پارتیزان بروارد را تشکیل داد که متشکل از چهار گروهان بود. در جریان سال ۱۸۶۳، گردان بروارد در درگیری‌های اطراف جکسونویل جنگید. اندکی بعد گردان وی به پنج گروهان افزایش یافت و بروارد به سرهنگ دوم ارتقا یافت. در ۲۰ فوریه ۱۸۶۴، گردان با تیپ فینگان در نبرد اولوستی جنگید، جاییکه آنها پیشروی ائتلاف را از جکسونویل در تالاهاسی دفع کردند. اندکی بعد از نبرد، تیپ فینگان که گردان بروارد هم بخشی از آن بود، به ویرجینیا خواسته شدند. در ۱۷ مه، یگانی که با قطار به مقصد ریچموند در حرکت بود در ۲۵ مه به مقصد رسید. در ۲۸ مه، نیروهای فینگان و تیپ پری فلوریدا با هم متحد شدند و در نبرد کولد هاربور جنگیدند. در۸ ژوئن، تیپ سازماندهی مجدد شد و پیاده‌نظام فلوریدا یازدهم، ساخته شد و بروارد سرهنگ و فرمانده او منصوب شد. پس از نبرد، فلوریدای یازدهم، همرای تیپ فینگان به سمت پترزبورگ، جاییکه برای دفاع با هم همراه شده بودند، در حرکت شدند. سرهنگ بروارد و فلوریدای یازدهم در راه‌آهن ولدون جنگیدند، جاییکه بروارد از مرگ برادر کوچکترش، سروان میس بروارد، مطلع شد. در ۲۳ ژوئن، سرهنگ بروارد، فلوریدای یازدهم را به نبرد ریم استیشن، در ۲۱ اوت، به نبرد گلوب تاورن، در ۹ دسامبر ۱۸۶۴، به نبرد بلفیلد و در ۵ تا ۷ فوریه ۱۸۶۵، به نبرد هچر رن رهبری کرد. در ۲۲ مارس ۱۸۶۵، بروارد فرماندهی تیپ فلوریدا را به عهده گرفت و تا اسیرشدن خودش و زیردستانش در نبرد کریک سیلرس در ۶ آوریل ۱۸۶۵، آنرا فرماندهی کرد، فقط ۳ روز از تسلیم‌شدن ارتش ویرجینیای شمالی توسط ژنرال لی در آپوماتوکس باقی‌مانده بود.

## دستگیری
با استعفا ارتشبد فینگان، بروارد به درجه سرتیپی رسید و در این درجه تا ۶ آوریل ۱۸۶۵ ادامه وظیفه داد، زمانی که هنگ‌های پنجم، هشتم و یازدهم فلوریدا را برای شکستن یک حرکت جناحی دشمن هدایت می‌کرد، توسط ارتشبد جورج کاستر و سواره نظامش گرفتار شدند. بروارد به واشینگتن و بعد به جزیره جانسن فرستاده شد که در آنجا اسیر و بعد در اوت ۱۸۶۵ رها شد. ارتش ائتلاف بی‌خبر ازینکه ارتشبد بروارد را گرفتار کرده بودند، به این فکر بودند که سرهنگ بروارد را گرفتار کرده‌اند. علی‌رغم عادت کاستر به برشمردن تمام جوایز میدان نبرد، هیچ مارشال ارتش فدرال بروارد را به عنوان یک ارتشبد به حساب نی‌آورد. احتمالاً بروارد هم خودش نمی‌دانست که یک ارتشبد است. به دلیل هرج و مرج عقب‌نشینی، مأموریت ۲۸ مارس او در این مقام به او نرسیده بود و شاید تا زمانی که جنگ تمام نشده بود، متوجه ارتشبد بودنش نشده بود.

## اواخر زندگی و مرگ
بروارد در سال ۱۸۷۵، یک مسکن در خیابان مونروی شمالی ۶۲۲، نزدیکی گروو خرید. این خانه در سال ۱۸۳۳ برای فرانسیس اپس ساخته شده بود. بروارد در ۲۰ ژوئن ۱۸۸۲‏ در تالاهاسی، فلوریدا درگذشت.

## ارجاعات
1. ↑  (Warner 1989، ص. 35)
2. ↑  The People of Lawmaking in Florida
3. ↑  (Evans 2004، ص. 162)
4. ↑  Florida Department of Military Affairs, Special Archives Publication Number 68, Florida Militia Muster Rolls: Seminole Indian Wars, Vol. 2, https://archive.org/details/floridamilitiamu02morr
5. ↑  Roberston, F. L. , 1903. Soldiers of Florida in the Seminole Indian-Civil and Spanish–American Wars. Live Oak, Florida: Democrat Print. Found at: https://archive.org/details/soldiersofflorid00flor
6. ↑  (Evans 2004، ص. 163)
7. ↑  Dickinson, J.J. (1899). "Military History of Florida".  In Evans, Cement Anslem (ed.). Confederate military history; a library of Confederate States history (PDF). Vol. 11. Atlanta: Confederate Publishing Co. p. 160.
8. ↑  (Marvel 2006، ص. 92)
9. ↑  "Theodore Washington Brevard". Civil War Reference. Retrieved 21 June 2011.